# ريتش غيل
ريتش غيل (بالإنجليزية: Rich Gale) هو لاعب كرة قاعدة أمريكي، ولد في 19 يناير 1954 في مقاطعة غرافتون في الولايات المتحدة.

## وصلات خارجية
- ريتش غيل على موقع الدوري الياباني لكرة القاعدة (الإنجليزية)
- ريتش غيل على موقعبيزبول رفرنس.كوم (الدوري الرئيسي) (الإنجليزية)
- ريتش غيل على موقعبيزبول رفرنس.كوم (الدوري الثانوي) (الإنجليزية)
- ريتش غيل على موقع إي إس بي إن.كوم (أم.أل.بي) (الإنجليزية)
- ريتش غيل على موقع مشجعي الرسوم البيانية (الإنجليزية)
- ريتش غيل على موقع كلية كرة السلة في سبورتس رفرنس.كوم (الإنجليزية)